# ChemDraw
ChemDraw — профессиональный редактор химической графики. Входит в пакет ChemOffice, от CambridgeSoft. Компания была продана в 2011 году компании PerkinElmer.

## Возможности
- Создание и редактирование химических структур и оборудования.
- Расширенные графические функции
- Возможность конвертации названия соединения в структуру и обратное название соединения по структуре (ИЮПАК).
- Симуляция ЯМР-спектров.
- Средства для проверки химических формул и структур.
- Неплохая база шаблонов распространенных макроструктур и оборудования.
- Модуль ChemDraw/Excel.
- Плагин ActiveX для браузера с возможностью поиска в онлайн-базе данных химических соединений CambridgeSoft.

## Форматы файлов
Программа использует следующие форматы файлов: .CDX, .CDXML и .CHM. Спецификация форматов выложена на сайте CambridgeSoft .

## Plugins
С ChemDraw поставляется SDK, позволяющий писать подключаемые модули сторонним разработчикам.
- Quick HotKey позволяет настраивать клавиши быстрого доступа (HotKey) в интерактивном режиме, а не редактировать вручную текстовой файл. Сайт разработчика.